# 1572년

## 연호
- 명(明) 융경(隆慶) 6년
- 일본(日本) 겐키(元亀) 3년
- 후 레 왕조(後黎朝) 홍푹(洪福) 원년
- 막 왕조(莫朝) 숭캉(崇康) 5년

## 기년
- 류큐(琉球) 쇼겐왕(尚元王) 17년
- 명(明) 목종 융경제(穆宗 隆慶帝) 6년
- 조선(朝鮮) 선조(宣祖) 5년
- 후 레 왕조(後黎朝) 영종(英宗) 16년
- 막 왕조(莫朝) 막머우헙(莫茂洽) 8년

## 사건
- 8월 24일 - 성 바르톨로메오 축일 학살: 프랑스에서 7만 명 가량의 위그노 교도가 학살되다.
- 11월 9일 - 튀코 브라헤가 카시오페이아자리에서 초신성 SN 1572를 발견하다.

## 탄생
- 6월 11일 - 영국의 극작가, 시인, 비평가 벤 존슨. (~1637년)
- 9월 20일 - 조선의 왕자 임해군. (~1609년)

### 미상
- 조선 중기의 문신 신율.

## 사망
- 2월 21일 - 조선 전기의 성리학자 남명 조식. (1501년~)
- 7월 5일 - 명나라의 제12대 황제 융경제. (1537년~)
- 12월 15일 - 조선 중기의 문신, 성리학자 - 명언 기대승. (1527년~)